# Haptoglossa
Ne pas confondre avec Haptoglossa Cope, 1893 genre d'urodèles, synonyme d'Oedipina Keferstein, 1868
Genre
Haptoglossa est un genre d'oomycètes.

## Liste d'espèces
- Haptoglossa mirabilis G.L.Barron

Selon NCBI (6 oct. 2011) :
- Haptoglossa heterospora
- Haptoglossa zoospora